# Beatrycze
Beatrycze – imię żeńskie pochodzenia włoskiego. Wywodzi się od słowa oznaczającego „przynosząca szczęście”. Użyte w Boskiej komedii Dantego.
Beatrycze imieniny obchodzi 18 stycznia, 13 lutego, 10 maja, 29 lipca, 29 sierpnia, 1 września i 25 listopada.
Beatrycze jest jednym z nielicznych żeńskich imion w języku polskim, które nie kończy się na literę „a” i które się nie odmienia.
Znane osoby noszące imię Beatrycze (Beatrice, Beatrix, Beatrize)
- św. Beatrycze z Silvy
- bł. Beatrycze d'Este (wspomnienie 10 maja)
- bł. Beatrycze II d'Este (wspomnienie 18 stycznia; w zakonie benedyktynek – 28 lutego)
- bł. Beatrycze z Nazaretu (wspomnienie 29 sierpnia; w zakonie cystersów - 30 sierpnia)
- bł. Beatrycze z Ornacieu (wspomnienie 25 listopada)
- Beatrycze Aragońska – królowa Węgier
- Beatrycze Badeńska – księżniczka Badenii
- Beatrix Balogh – węgierska piłkarka ręczna
- Beatrycze de Borbón y Battenberg – księżna Civitella-Cesi
- Beatrycze Burbon – królowa Czech
- Beatrycze I Burgundzka – hrabina Burgundii
- Beatrycze Hohenstauf – cesarzowa i królowa Niemiec
- Beatrycze Kastylijska – królowa Portugalii (dwie królowe o tym samym imieniu)
- Beatrycze Koburg – księżna Wielkiej Brytanii
- Beatrycze Mountbatten-Windsor – księżniczka Wielkiej Brytanii
- Beatrycze Luksemburska – królowa Węgier, Chorwacji i Dalmacji
- Beatrycze Łukaszewska – polska aktorka
- Beatrycze Oranje-Nassau – była królowa Holandii, obecnie Księżna Oranje-Nassau
- Beatrycze Portinari – ukochana Dantego, opisana przez niego m.in. w Boskiej komedii.
- Beatrix Potter – angielska ilustratorka i pisarka powieści dla dzieci, twórczyni postaci Piotrusia Królika
- Beatrycze Sachsen-Coburg und Gotha – księżniczka Edynburga, księżna Hiszpanii, księżna Galliery
- Maria Beatrycze Szulgowicz – zwierzchnik Kościoła Katolickiego Mariawitów w RP
- Beatrycze Szwabska – opatka klasztorów Gandersheim i Quedlinburgu
- Beatrycze świdnicka – królowa Niemiec
- Beatrycze Łukaszewska – polska aktorka teatralna i filmowa
- Beatrycze (1430–1506) – portugalska infantka, księżna Viseu